# Tony Vos

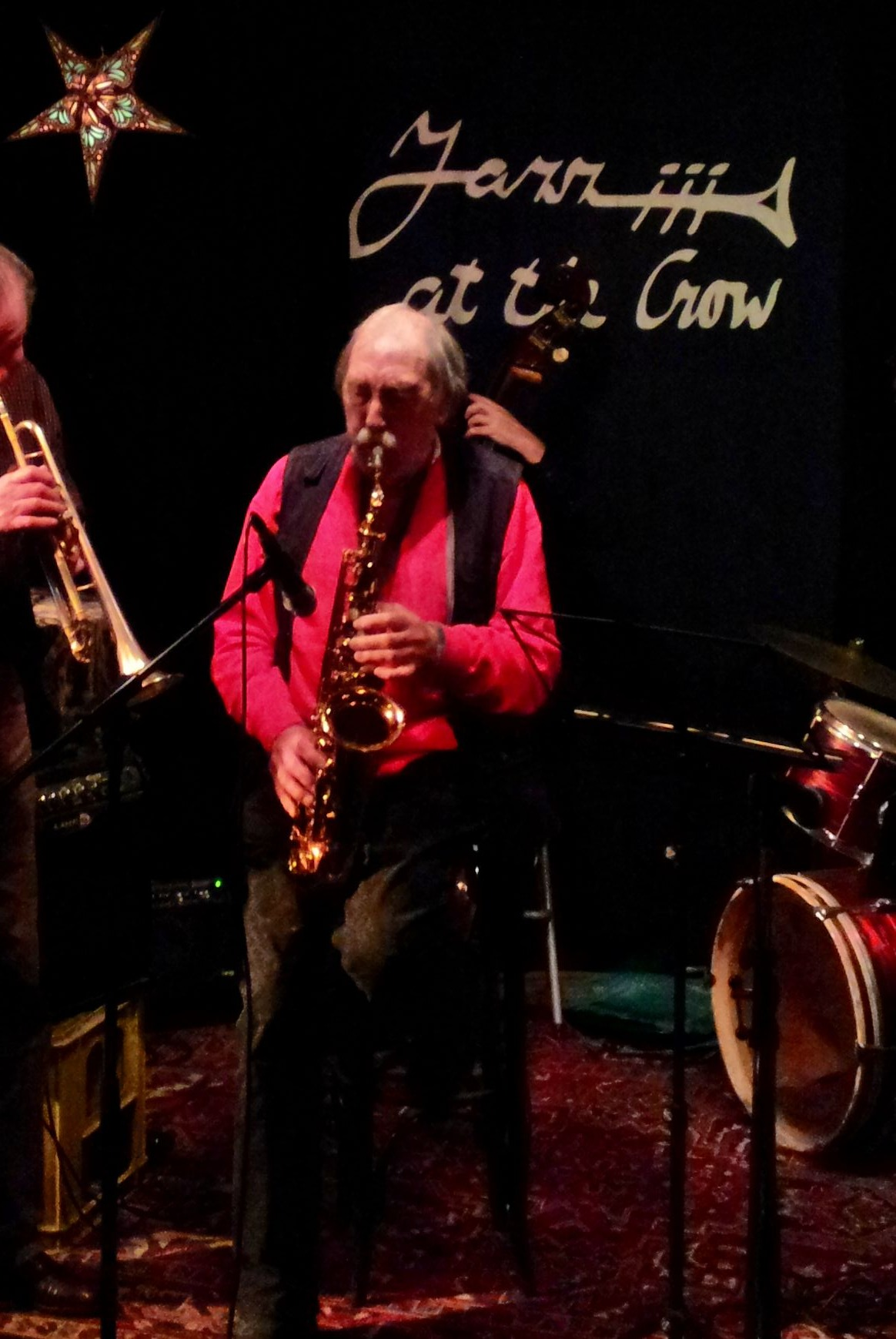
Tony Vos (2011)

Tony Vos (* 29. April 1931 in Eindhoven; † 6. Oktober 2020) war ein niederländischer Jazzmusiker (Alt- und Sopransaxophon, Komposition) und Musikproduzent, der kurzzeitig auch als Popsänger aktiv war.

## Wirken
Vos, dessen älterer Bruder Henk als Jazzpianist tätig war, studierte Saxophon am Konservatorium von Tilburg. Seine ersten Erfolge feierte er, orientiert am Cool Jazz, 1953 bei den Jamsessions im Kurhaus Scheveningen  mit Frans Elsen und Nedly Elstak, die von Paul Acket anschließend aufgenommen und als erste Jazz-LP der Niederlande beim Label Omega veröffentlicht wurden. Er trat dann mit seinem eigenen Quartett auf, aber auch im Septett von Herman Schoonderwalt. 1954 wurde Vos von den Lesern des Jazzmagazins Rhythme zum besten Altsaxophonisten der Niederlande gewählt.
Durch das Aufnahme-Projekt Jazz behind the Dikes, das Phonogram auf Initiative von Michiel de Ruyter zwischen 1955 und 1957 verfolgte, konnte Vos sich endgültig als Größe des niederländischen Modern Jazz etablieren. Mit Rob Madna am Klavier und Ruud Pronk am Schlagzeug wurde sein Quartett 1957 auf dem Album Jazz behind the Dikes 3 dokumentiert. 1960 begleitete Vos Greetje Kauffeld, jetzt im Quartett mit Jan Huydts, Arend Neijenhuis und John Engels. Im eigenen Trio spielte er dann mit Schlagzeuger Han Bennink und Bassist Arend Neijenhuis (Bass), das 1963 eine Schallplatte aufnahm. Gelegentlich ergänzten Rob van den Broeck oder Misha Mengelberg die Gruppe zum Quartett. In einer späteren Besetzung mit Van den Broeck, Wim Essed, Leo de Ruyter und der Sängerin Hennie Vonk gab es Konzerte im KRO-Studio in Hilversum; unter Vonks Namen entstand ein Album. Von 1960 bis 1964 präsentierte Vos zudem eine Jazzsendung auf dem „Piratensender“ Radio Veronica, dessen Programmdirektor er auch zeitweilig war. Gemeinsam mit Pim und Ruud Jacobs und dem Gitarristen Wim Overgaauw bildete Vos die Gruppe The Dukes, um 1965 Duke Ellingtons In a Sentimental Mood einzuspielen (Philips JF327914).
Sei der Mitte der 1960er Jahre war Vos insbesondere als Produzent tätig. Er veranlasste Produktionen für Phonogram, etwa von Pim Jacobs, Rita Reys und der Dutch Swing College Band. Er war aber auch für Acts wie Cuby + Blizzards, Bintangs, Ekseption, Rob Hoeke und Boudewijn de Groot verantwortlich, die er betreute und förderte. Teilweise war er als Instrumentalist auch auf deren Platten zu hören; zudem arrangierte und komponierte er für sie. Er veranlasste auch ein gemeinsames Album von Elly Nieman und Rikkert Zuiderveld, das 1969 erschien. 1968 wählten ihn die Leser der Musikzeitschrift Hitweek zum besten Produzenten. Er komponierte auch für Ria Valk, Hans van Hemert und André van Duin. Mit Hitsingles wie Ik voel me zo alleen stieg Vos Mitte der sechziger Jahre als Sänger selbst in die Charts ein. 
Als Jazzmusiker schloss er sich der Combo des Pianisten und Organisten Jack van Poll an, mit dem er Ende der sechziger Jahre im In- und Ausland tourte. 1969 wurden Vos und seine Frau, die Moderatorin Tineke de Nooij, in einen schweren Autounfall verwickelt; er konnte mehrere Jahre lang nicht auftreten. Erst 1976 griff Vos wieder zum Altsaxophon; es kam zu Aufnahmen mit dem Off Road Trio von Cees van der Wilden mit der Sängerin Sandy Fort. Er setzte seine Karriere im Jazz fort und gründete zunächst eigene Gruppen. In den 1990er Jahren war er drei Jahre lang musikalischer Leiter des Cirque du Docteur Paradi, einem reisenden Zirkustheater in Frankreich, in dem Vos auch als Clown auftrat. 1996 kehrte er in die Niederlande zurück, wo er bis 2006 als Solist mit der Amersfoorter Bigband On the Move tätig war und im Quartett von Henk Coolen spielte, mit dem er die CD The Best Sessions aufnahm. 2006 wurde er mit dem Amer Award ausgezeichnet; im selben Jahr nahm er seinen Bühnenabschied.